# Leon Meier
Leon Meier (* 28. Januar 2002) ist ein deutscher Volleyball- und Beachvolleyballspieler.

## Karriere Hallen-Volleyball
Leon Meier spielte in seiner Jugend beim TV Bühl und stand in der Saison 2017/18 im Bundesliga-Kader. 2018 wechselte der Außenangreifer in die 2. Bundesliga zum Juniorenteam VYS Friedrichshafen. Am 5. Mai 2019 konnte er sich im Finale der deutschen U20-Meisterschaft in der heimischen Neuen Sporthalle gemeinsam mit Christian Weimann, Eric Storz, Robin Stolle, Philipp Oster, Jonas Treder und Simon Gallas gegen den Schweriner SC durchsetzen. 2020 wechselte Meier zunächst zum Junioren-Bundesligateam VC Olympia Berlin. Nachdem er für die U20-EM nicht berücksichtigt worden war, schloss sich Meier im Oktober 2020 wieder dem heimatlichen Bundesligisten Volleyball Bisons Bühl an. Nach dem Bundesliga-Rückzug der Bühler startete Meier in der Spielzeit 2021/22 in Frankreich für Tours Volley-Ball.

## Karriere Beachvolleyball
Meier spielte 2017 und 2018 mit Nico Schramm, Jan Kaufhold und Simon Pfretzschner auf diversen Jugendturnieren.
Mit Lui Wüst spielte Meier 2019 auf der Techniker Beach Tour und wurde im österreichischen Baden U18-Europameister.
2024 wurde Meier mit Jan Schaffner Baden-Württembergischer Beachvolleyballmeister.